# Carrasco Bonito
Carrasco Bonito är en kommun i Brasilien.   Den ligger i delstaten Tocantins, i den centrala delen av landet, 1 200 km norr om huvudstaden Brasília. Antalet invånare är 3 690.
Omgivningarna runt Carrasco Bonito är huvudsakligen savann. Runt Carrasco Bonito är det glesbefolkat, med 12 invånare per kvadratkilometer.